# ثور (فیلم ۲۰۰۱)
ثور یا گاو (انگلیسی: Taurus) یک فیلم در ژانر درام به کارگردانی الکساندر سوکوروف محصول سال ۲۰۰۱ کشور روسیه است. این فیلم در جشنواره فیلم کن ۲۰۰۱ شرکت کرده است.